# Tristar Gym
Le Tristar Gym est un centre d'entrainement Mixed martial arts basé à Montréal, Québec, Canada.  Parmi les instructeurs de la salle figurent l'ancien champion de kickboxing Conrad Pla, Firas Zahabi et Bruno Fernandes.

## Combattants
- Georges St-Pierre - Ancien double champion des poids mi-moyen de l'UFC Welterweight et ancien champion des poids moyens de l'UFC Middleweight.
- Kenny Florian – Concurrent à deux reprises pour la ceinture des poids léger et une fois concurrent pour les poids plumes de l'UFC[2].
- Miguel Torres – Ancien champion de la WEC poids bantam.
- Hatsu Hioki- Ancien champion Shooto poids léger[3].
- David Loiseau – Ancien concurrent pour la ceinture des poids moyens de l'UFC et champion du TPF[citation nécessaire].
- Patrick Côté – Ancien concurrent pour la ceinture des poids moyens à l'UFC et compétiteur lors de la saison 4 de l'émission l'Ultime Combattant.
- Denis Kang - Vétéran UFC et PRIDE.
- Rory MacDonald - UFC Welterweight.
- Tom Watson (en) - Champion BAMMA Middleweight.
- Andy Main - UFC Compétiteur de l'émission l'Ultime Combattant.
- Nick Ring - UFC Compétiteur de l'émission l'Ultime Combattant.
- John Makdessi - UFC
- Ivan Menjivar - UFC
- Yves Jabouin - WEC, UFC
- Mark Bocek - UFC
- Francis Carmont - UFC
- Rick Hawn – Bellator Fighting Championships Bellator_Fighting_Championships.
- Anthony Smith- Amateur
- Nordine Taleb - UFC
- Mike Ricci - UFC